# Bhagirathi (Bengala Occidentale)
Il Bhagirathi è un fiume dello stato del Bengala Occidentale, nell'India nord-orientale, che costituisce il confine occidentale del delta del Gange-Brahmaputra. Effluente del Gange, lascia questo fiume poco a nord-est di Jangipur, si dirige a sud, e si congiunge con il Jalangi a Nabadwip formando l'Hugli (Hooghly) dopo un percorso totale di 190 km. Fino al XVI secolo, quando il Gange si spostò a est verso il Padma, il Bhagirathi formava il letto originario del Gange. Le sue sponde ospitarono le grandi antiche capitali del Bengala, e il fiume stesso era considerato sacro dagli indù. Un ponte a Baharampur attraversa il Bhagirathi.